# Aceite de espliego

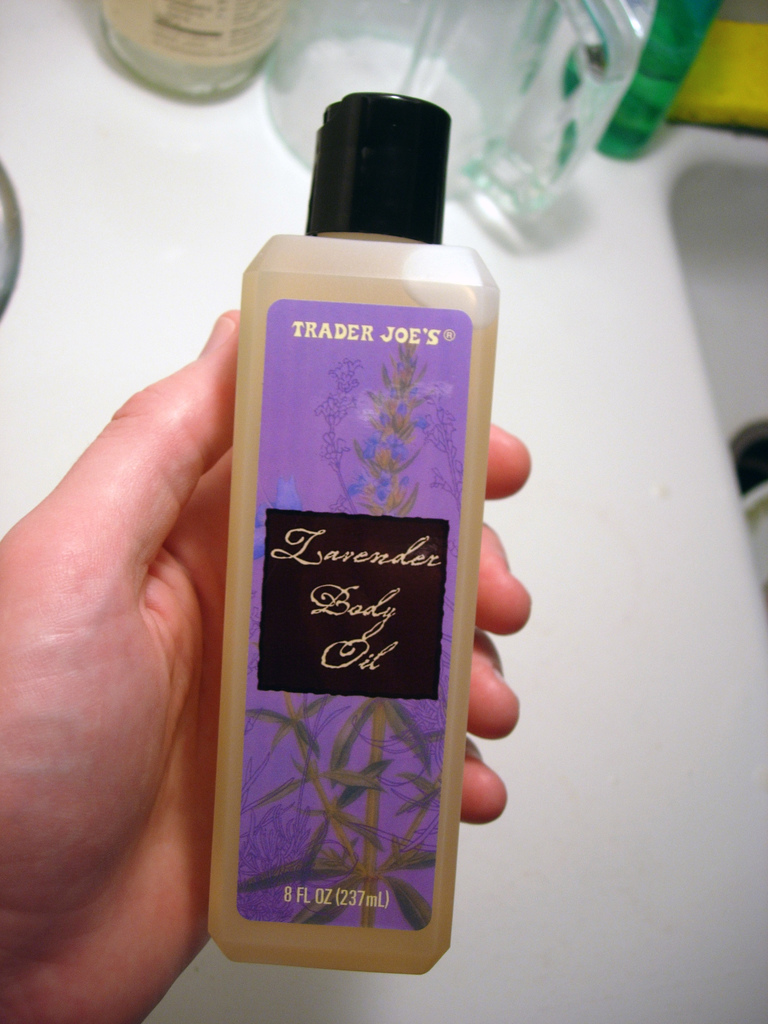
Aceite corporal de espliego.

El aceite de espliego, aceite de lavanda o aceite esencial de lavanda es un aceite esencial producto de la destilación de flores frescas de varias especies de espliego (Lavándula), que puede presentar aspecto incoloro, amarillo o verde amarillento; de aroma agradable y sabor amargo. Sus principales componentes son linalol, acetato de linalilo, geraniol, cumarina, furfural y borneol. Se emplea en perfumería y en medicina para calmar dolores, quemaduras, picaduras. El aceite de espliego entra en la composición de preparados antirreumáticos.

## Usos cosméticos
El aceite esencial de lavanda ha sido ampliamente utilizado en la elaboración de productos de salud y belleza como lociones corporales, colonias, perfumes, geles y cremas, por su agradable olor y sus tradicionalmente atribuidos efectos benéficos.

## Usos terapéuticos alternativos
Pese a que no existen evidencias científicas que acrediten sus beneficios, el aceite esencial de lavanda se utiliza de manera habitual en aromaterapia y fisioterapia. La creencia popular le atribuye efectos como antiséptico y para calmar y curar quemaduras y picaduras de insectos. Algunas medicinas alternativas recogen y aplican estas mismas creencias.

## Uso en medicina
La administración oral de píldoras de aceite esencial de lavanda (Silexan) ha demostrado poseer ciertos efectos ansiolíticos y antidepresivos.

## Otros usos
Varios estudios científicos apuntan a que, mezclado con otros aceites esenciales, el aceite esencial de lavanda posee también efectos como repelente de algunos insectos.
En conservación y restauración de arte, se emplea para retocar y limpiar ciertas partes de un cuadro.
En la fotografía, Joseph Nicéphore Niepce, en 1816, empezó a experimentar usando el aceite de espliego como disolvente, de la sustancia fotosensible (betun de judea) y para fijador de la imagen.

## Contraindicaciones
Existen sospechas recientes de que el aceite de lavanda tiene carácter de disruptor endocrino y de que podría estar involucrado en casos de ginecomastia en varones prepúberes.